# 라스 피터 핸슨
라스 피터 핸슨(Lars Peter Hansen, 1952년 10월 26일 ~ )은 미국의 경제학자이다. 미국 시카고 대학교 교수이며 2013년 노벨 경제학상을 수상했다.